# Años 1400
Los años 1400 o década del 1400 empezó el 1 de enero de 1400 y terminó el 31 de diciembre de 1409.

## Acontecimientos
- 1401: Dilawar Khan establece el sultanato de Malwa en la India central actual.
- 1402: el Imperio Otomano y el Imperio timúrida se enfrentan en la batalla de Ankara, en la misma Bayezid I es capturado por Timur.
- 1402: el sultanato de Malaca es fundado por Parameshwara.[1]
- 1403: el emperador Yongle traslada la capital de China desde Nankín a Beijing.[2]
- 1403: el asentamiento en las Canarias por Castilla.
- 1404: Inocencio VII sucede a Bonifacio IX como papa.
- 1405: Zheng He de China navega a través del océano Índico hasta India, Arabia y África Oriental para difundir la influencia y soberanía de China.
- 1405: la guerra paregreg, guerra civil de sucesión Majapahit entre Wikramawardhana contra Wirabhumi (hasta 1406)
- 1405-1407: el primer viaje de Zheng He, una masiva expedición naval de la dinastía Ming visita Java, Palembang, Malacca, Aru, Samudera y Lambri.[3]
- 1406: Gregorio XII sucede a Inocencio VII como papa.
- 1409: Cortes de Barcelona.